# Совместные СМИ
Понятие совместные СМИ включает в себя, но не ограничивается понятиями общественные сми, блоги, вики, RSS, теги и социальные закладки, обмен музыкальной фото- и видео-информацией, мэшап, подкастинг, проекты совместного видео и видеоблоги. Эти совершенно различные типы СМИ разделяют три общие, взаимосвязанные характеристики:
- СМИ типа «многие-многим» сегодня дают каждому возможность подключаться к сети и распространять и получать тексты, изображения, аудио- и видео-ролики, программное обеспечение, данные, обсуждения, обработки транзакций, вычисления, теги или гиперссылки для/от других пользователей. Асимметрия между передающим и принимающим, продиктованная структурой доцифровых технологий радикально изменилась. Это формально-структурная характеристика.

- Совместные СМИ являются социальными СМИ, чьё значение и сила происходят из активного участия множества людей. Это психологическая и социальная характеристика. Один из примеров — StumbleUpon.

- Социальные сети, усиленные информацией и коммуникационными сетями, позволяют шире, быстрее и дешевле координировать действия. Это экономическая и политическая характеристика.

Полноценными совместными новостными сайтами являются NowPublic, OhmyNews, DigitalJournal.com и GroundReport.
С совместными СМИ границы между аудиторией и автором становятся размытыми и зачастую незаметными. Дэвид Сифри, основатель Technorati, поисковой системы для блогов, заявил, что лекции «один-многим» (то есть от СМИ — аудитории) превратились в «беседы» между людьми, ранее известными как «аудитория». Это меняет тон публичных дискуссий. «Основные СМИ, — говорит Дэвин Вайнбергер, блогер, автор и член общества Центра Беркмана Гарвардском университете, — не понимают, насколько подрывным было превратить установленную практику в беседу». Причина в том, что практики закрыты, предполагают строгую иерархию, а в признании ошибок существуют проблемы, тогда как беседы открыты, предполагают равенство и легко устраняют погрешности.
Некоторые предлагают, что журналистика может быть более «совместной», потому что Всемирная паутина эволюционировала из режима «только для чтения» в режим «чтения-записи». Другими словами, ранее у немногих людей, в силу различных причин (навыки, средства, время) была возможность создавать страницы, доступные широкой аудитории. Сегодня разрыв между навыками необходимыми для поиска и чтения информации и для её создания сократился настолько, что любой подключенный к сети может создавать контент. Как заявил в своей книге « We the Media» Дэн Гилмор, основатель Центра исследований гражданских СМИ, журналистика эволюционирует из лекции в беседу. Он также указывает на то, что новые интерактивные формы СМИ размыли границу между производителями информации и аудиторией. На самом деле, термин «аудитория» устарел в новом мире совместных СМИ. Профессор Нью-Йоркского университета и блогер Джей Розен называет их «люди, ранее известные как аудитория». В книге «We Media», трактате о совместной журналистике, Шэйн Боуман и Крис Уиллис предполагают, что «аудитория» должна быть переименована в «участников».
Некоторые даже говорят, что «все СМИ должны быть заброшены», основывая это утверждение на одном из четырёх аргументов, приведённых Джерри Мэндером в его иске против телевидения: доминирование корпораций на телевидении используется для сообщения зрителям коммерческих шаблонов, а все СМИ подразумевают центральную власть. Блогер Робин Гуд написал: «С совместными СМИ вместо традиционных правительства и корпорации будут иметь гораздо меньше возможностей контролировать информацию и поддерживать свою легитимность… Обществу нужны не только совместные СМИ, но и совместные альтернативы текущим экономическим и политическим структурам… Чтобы совместные СМИ стали популярнее централизованных, им необходимо стать более привлекательными: более дешевыми, доступными, веселыми и релевантными. В такой атмосфере ненасильственные кампании по смене традиционных СМИ на совместные станут гораздо реальнее и выполнимее».
Несмотря на то, что «совместные СМИ» некритически рассматриваются многими писателями, другие, например Дэниэл Палмер, возражают, что участие в СМИ должно быть «понято в отношении к определяющим характеристикам современного капитализма — ориентированность на пользователя, настраиваемость и личностная ориентация».

## Этимология
- Фраза «совместные СМИ» была впервые публично использована Грегом Руггиеро и позднее популяризована исследователем блогов Ребеккой Блад и другими, например, Фурукавой. В апреле 2006 журналист и исследователь Джим Мак-Клилан использовал фразу «личные совместные СМИ», что может служить для различения объективных социальных СМИ (научные, корпоративные, информативные) и субъективными личными социальными СМИ (мнения, религия).